# WEB66
Fondé en avril 1998, le GIE WEB66 regroupe l'ensemble des entreprises de presse régionale et départementale en France éditant un ou plusieurs sites web.

## Liste des adhérents
Dix-neuf titres de la presse quotidienne régionale sont membres du GIE.